# Бібліотечно-інформаційний ресурс
Бібліоте́чно-інформаці́йний ресу́рс — сукупність упорядкованої документованої інформації, що зберігається у бібліотеках і призначена для задоволення інформаційних, науково-дослідних, освітніх та культурних потреб користувачів, включає бібліотечні фонди, інші документи в інформаційних системах, доступ до яких мають бібліотеки, а також матеріально-технічні засоби їх опрацювання, зберігання та користування.
Основні складові сучасного бібліотечно-інформаційного ресурсу — книжковий фонд, періодика та фонди на електронних носіях.